# James Clerk Maxwell
James Clerk Maxwell (Edimburgo, 13 giugno 1831 – Cambridge, 5 novembre 1879) è stato un fisico e matematico scozzese.

Firma di James Clerk Maxwell

Elaborò la prima teoria moderna dell'elettromagnetismo unificando, mediante le cosiddette equazioni di Maxwell, precedenti osservazioni, esperimenti ed equazioni di questa branca della fisica. Dimostrò che i campi elettrico e magnetico si propagano attraverso lo spazio sotto forma di onde alla velocità della luce nel vuoto (c = 299792458 m/s). Nel suo lavoro A Dynamical Theory of the Electromagnetic Field (1865) propose che il campo elettromagnetico, così come descritto dalle sue equazioni, fosse la causa dei fenomeni elettrici, magnetici e ottici. Il suo modello unificato per l'elettromagnetismo è considerato uno dei più grandi risultati della fisica del XIX secolo: «la seconda grande unificazione della fisica», dopo quella operata da Isaac Newton.
Tuttavia egli rimase legato alla teoria della propagazione della luce attraverso l'etere luminifero, un mezzo ineffabile e sfuggente ad ogni misurazione sperimentale, che avrebbe permeato tutto lo spazio vuoto. Solo con la teoria della relatività ristretta di Albert Einstein (1905) si avrà l'abbandono del concetto di etere. Maxwell diede anche un importante contributo alla teoria cinetica dei gas con la distribuzione di Maxwell-Boltzmann e alla termodinamica con le relazioni di Maxwell.

## Biografia

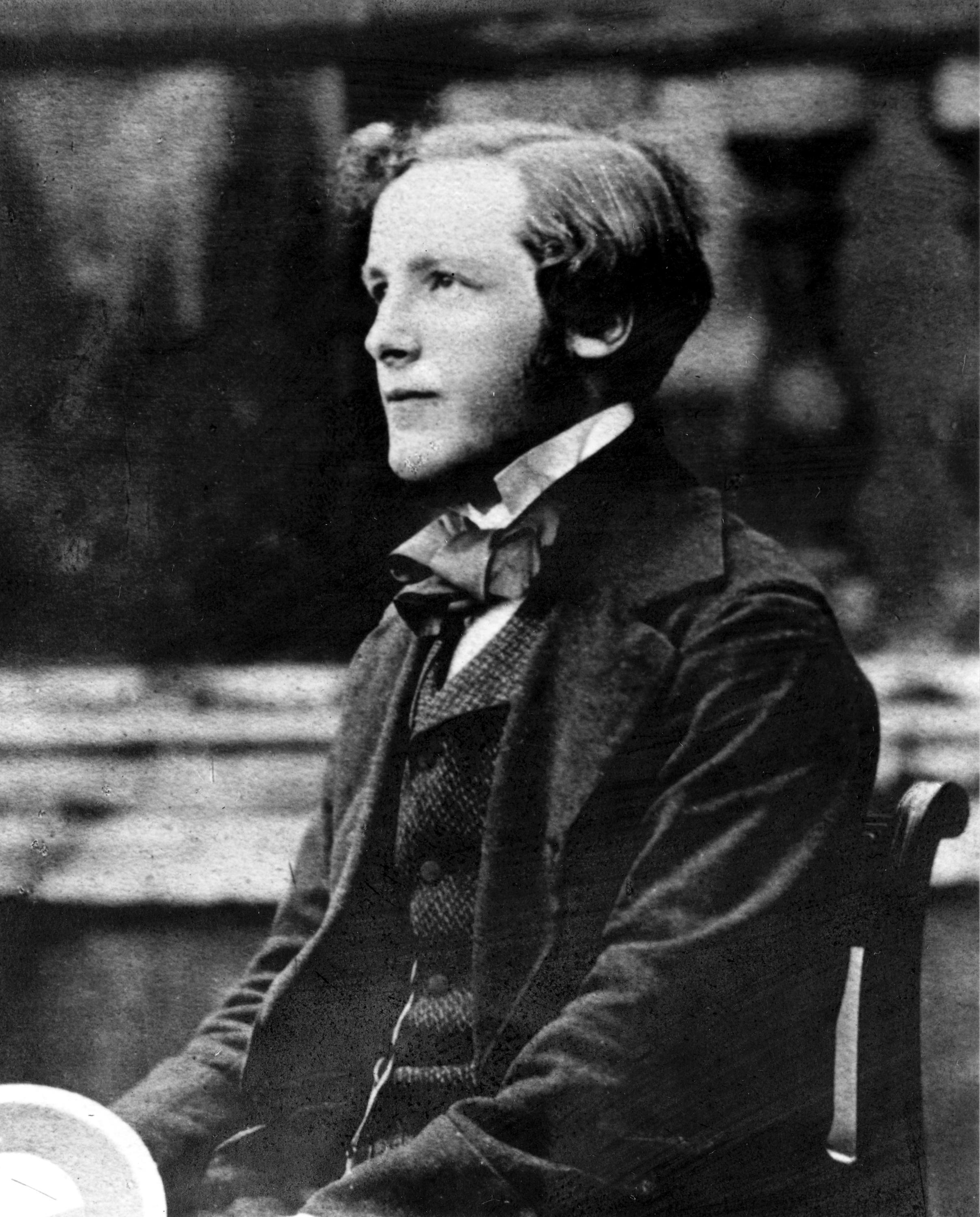
Il giovane Maxwell durante il periodo universitario al Trinity College.

### Infanzia e giovinezza
James Clerk Maxwell nacque il 13 giugno 1831 a Edimburgo da John Clerk Maxwell e Frances Cay. La famiglia si chiamava originariamente "Clerk"; aggiunsero il secondo cognome "Maxwell" quando ereditarono le sostanze di una famiglia Maxwell.
La famiglia si trasferì, quando egli era ancora giovane, a Glenlair, nella tenuta del padre nei pressi di Corsock, nella campagna scozzese.
Tutti gli indizi suggeriscono che Maxwell avesse un'instancabile curiosità fin da bambino. Sua madre Frances – rendendosi conto delle sue potenzialità – ebbe un ruolo influente nella sua educazione giovanile, ma sfortunatamente morì, probabilmente di cancro, nel 1839, quando Maxwell aveva solo otto anni. Dopo la morte della madre, il padre assunse un insegnante privato che impartisse a James le prime lezioni. Di questo giovane tutore è noto solo che i suoi metodi erano severissimi e non risparmiava punizioni corporali al ragazzo. James non reagì bene e il padre decise di mandarlo nel 1841 all'Accademia di Edimburgo. In quel luogo, Maxwell si trovò ben presto isolato per via della sua riservatezza e dei suoi modi strani, oltre che per il suo marcato accento scozzese. Fu soprannominato, dai compagni di corso, daftie, che significa «sciocco».
Maxwell comprendeva la geometria già in tenera età e riscoprì, ancora bambino, alcuni poliedri regolari. Nel 1846, a 14 anni, scrisse un articolo sulle ellissi, dove generalizza la definizione di un'ellisse come il luogo dei punti dove la somma di m volte la distanza da un punto fissato più n volte la distanza da un secondo punto fissato è costante. Se m=n=1 la curva è un'ellisse. Maxwell definisce anche le curve dove ci sono più di due fuochi (On the Description of Oval Curves, and those having a plurality of Foci, 1846). Questo è l'inizio del suo primo lavoro sulla descrizione di curve ovali e quelle aventi molteplici fuochi, che verrà letto dalla Royal Society di Edimburgo il 6 aprile 1846. Queste idee non erano interamente nuove dal momento che Cartesio le aveva definite curve già prima, ma il lavoro è comunque molto notevole se si considera che Maxwell era solo un quattordicenne.

### Studente, ricercatore e docente universitario

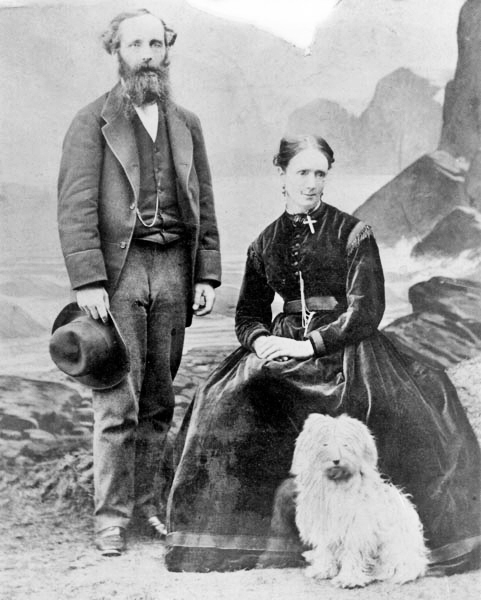
James e Katherine Maxwell nel 1869.

All'età di 16 anni lasciò l'Accademia e si iscrisse all'università di Edimburgo, dove si distinse per le sue capacità. Poco tempo dopo, senza aver ancora ottenuto la laurea, si spostò al Trinity College di Cambridge, dove conobbe William Thomson, il futuro Lord Kelvin. Divenne membro del Club degli Apostoli, il gruppo che riunisce i dodici migliori studenti del Trinity. Si laureò nel 1854.
Dopo la laurea, rimase al college come insegnante fino al 1856. In questo periodo pubblicò due articoli che rivelarono le sue capacità: Sulle linee di forza di Faraday e Sull'equilibrio dei solidi elastici.
Dal 1855 al 1872 pubblicò una serie di articoli connessi alla percezione del colore che gli valsero, nel 1860, la medaglia Rumford. Per queste ricerche Maxwell inventò anche molti strumenti, come il disco di Maxwell. All'inizio del 1856 il padre si ammalò e Maxwell decise di trascorrere più tempo con lui. Cercò pertanto di ottenere un posto in Scozia; si recò a Edimburgo durante le vacanze pasquali del 1856 per stare con il padre e, poi, i due andarono insieme a Glenlair. Il 3 aprile il padre morì e poco dopo Maxwell fece ritorno a Cambridge. Prima della fine di aprile gli giunse la notizia dell'assegnazione di una cattedra al Marischal College.
Nel 1859 vinse il premio Adams per il saggio (Sulla stabilità degli anelli di Saturno) in cui dimostrava che la stabilità degli anelli poteva essere spiegata solo se sono formati da rocce orbitanti intorno al pianeta. Questo avvalorava la teoria secondo la quale il sistema solare si era formato da una nebulosa che aveva iniziato a ruotare su se stessa.
Nel 1859 sposò Katherine Mary Deward, figlia del rettore del college, ma questo non gli impedì di perdere il posto quando il Marischal College si fuse con il King's College di Aberdeen per costituire l'Università di Aberdeen. Fece domanda per avere una cattedra ad Edimburgo, ma gli fu preferito l'amico Peter Tait. Riuscì, comunque, ad ottenere un posto al King's College di Londra, ma lo abbandonò nel 1865 per motivi ancora oggi misteriosi, ritirandosi nella sua tenuta di Glenlair, in Scozia.
Nel 1871 Maxwell divenne il primo Cavendish Professor di fisica all'università di Cambridge: era incaricato di promuovere lo sviluppo del Cavendish Laboratory. Uno degli ultimi contributi di Maxwell alla scienza fu la pubblicazione degli appunti di Henry Cavendish.

### Trattati e manuali universitari
Maxwell scrisse un manuale di termodinamica (La teoria del calore, 1871) ed un trattato elementare di meccanica (Materia e moto, 1876). Fu il primo autore a fare uso esplicito, già nel 1871, dell'analisi dimensionale.
Nel giugno 1868 Maxwell
«si mise a scrivere un libro di testo su elettricità e magnetismo per i candidati al Tripos. La stesura del libro lo tenne impegnato dal 1868 al 1872 e quel che alla fine ne risultò non fu esattamente un manuale universitario, bensì un monumentale trattato in cui lo scienziato scozzese aveva riversato tutto il sapere da lui appreso e prodotto in quasi vent’anni di studi e ricerche sui temi in oggetto. L’opera, non a caso intitolata "A Treatise on Electricity and Magnetism" (Trattato di elettricità e magnetismo), uscì in due volumi nel marzo del 1873 e oggi è considerata una pietra miliare nella storia della scienza, paragonabile in campo fisico ai Principia di Newton.
Nessun testo precedente sull’elettricità e il magnetismo aveva anche solo lontanamente sfiorato un simile grado di completezza, che lo rendeva potenzialmente utile a una platea molto variegata di lettori, dagli studenti del Tripos agli ingegneri della nascente industria elettrotecnica.»  Come sottolineava l’autore nella prefazione:

### Ultimi anni

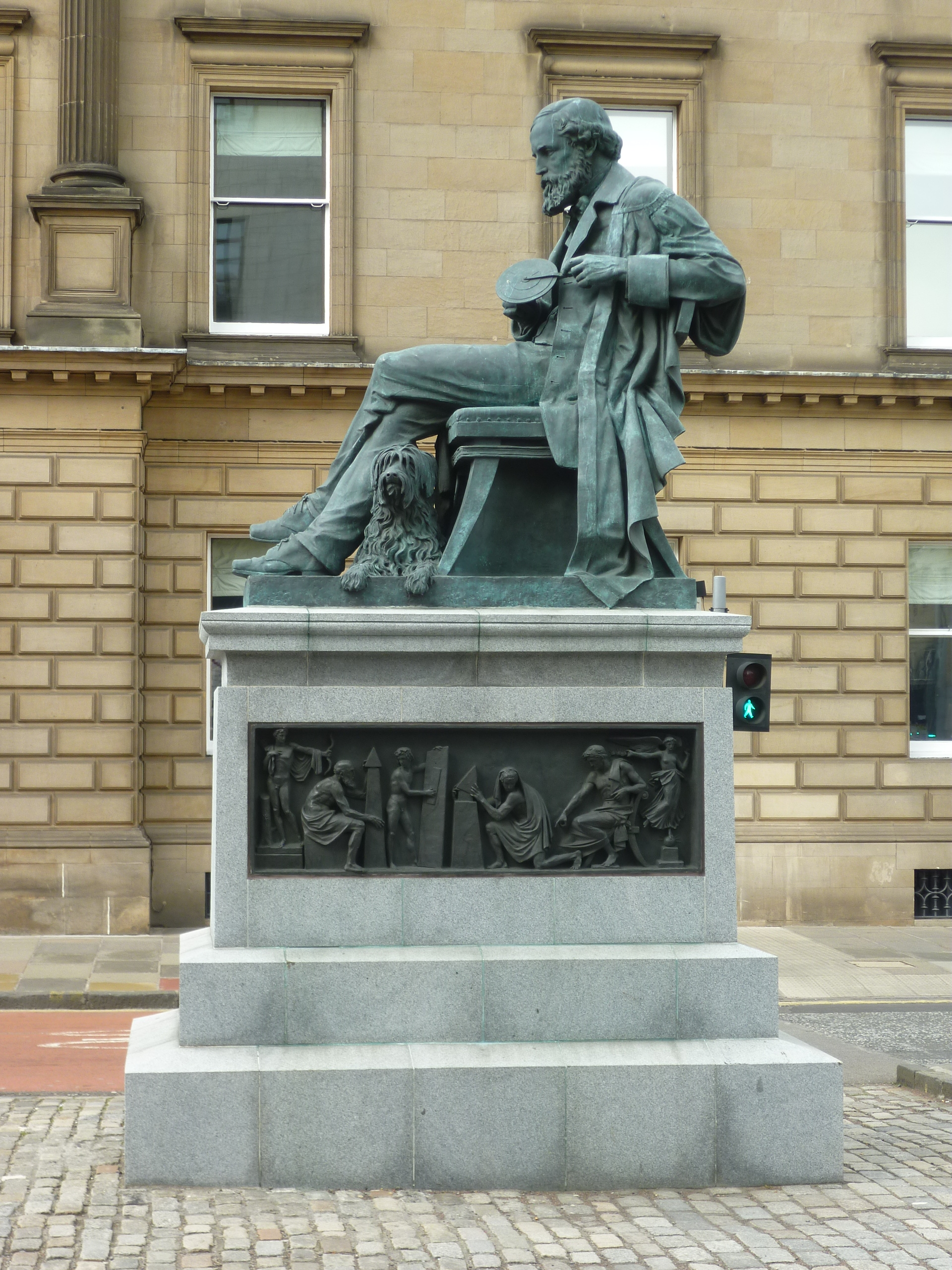
Statua di Maxwell a Edimburgo.

Maxwell e sua moglie Katherine non ebbero figli.
Nell'estate del 1879 Maxwell tornò con la moglie, malata, a Glenlair, ma pure la sua stessa salute continuava a peggiorare. Fece ritorno con la moglie a Cambridge l'8 ottobre e lì morì il 5 novembre 1879, all'età di 48 anni, per un tumore addominale. Il suo medico, il dottor Paget, 
disse: "Nessun uomo che io abbia mai incontrato morì più calmo". Fu sepolto nella chiesa di Parton nel Galloway, in Scozia.

### Personalità
Fin dall'infanzia la religione condizionò molti aspetti della vita di Maxwell. Entrambi i genitori erano cristiani devoti, aderenti alla Chiesa episcopale scozzese, e lo educarono secondo i principi fondamentali del loro credo.
La fede di Maxwell si manifestò anche nell'approccio all'attività scientifica. Si dichiarava un lettore del libro della natura. Secondo Maxwell, tale libro si mostra agli occhi dello scienziato come ordinato e armonioso, rivelando le infinite potenza e saggezza di Dio nella sua irraggiungibile ed eterna verità.
Maxwell giustificava la conoscibilità della natura ed il successo della scienza sostenendo che Dio avesse creato una corrispondenza tra la mente umana e la natura.
Maxwell amava la poesia britannica e memorizzò molte ballate e poesie inglesi. Scrisse anche alcuni poemetti, il più conosciuto dei quali è probabilmente Rigid Body Sings.
Si tratta della parodia della nota canzone "Comin' Through the Rye" del poeta scozzese Robert Burns, famosa per essere connessa al titolo inglese del romanzo Il giovane Holden di Salinger.
Una raccolta delle sue poesie fu pubblicata dal suo amico Lewis Campbell nel 1882.
Aveva un carattere ironico: nel suo epistolario si trovano lettere ad amici e colleghi firmate in "forma differenziale" con la sigla dp/dt. La funzione termodinamica dp/dt = JCM ha, infatti, come risultato le iniziali del suo nome.
Al suo arrivo all'Università di Cambridge, quando gli fu detto di una funzione religiosa alle sei del mattino, Maxwell si tormentò la barba e rispose, con la sua cadenza scozzese: «Va bene, penso di poter stare sveglio fino a quell'ora».

## Contributi scientifici

### Termodinamica e teoria cinetica dei gas

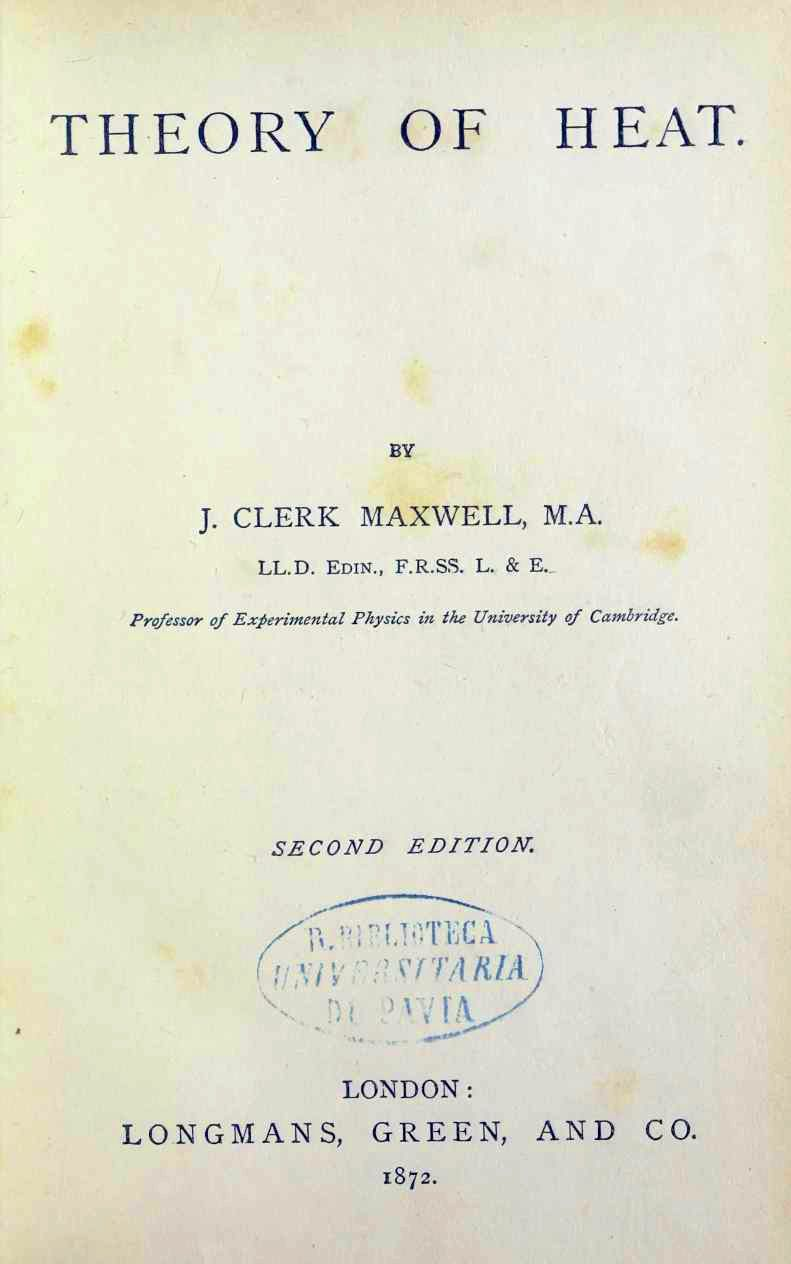
Theory of heat, 1872

Le relazioni di Maxwell della termodinamica sono delle equazioni differenziali alle derivate parziali che legano tra loro le variabili di stato e sono ricavabili attraverso la trasformata di Legendre.
Uno dei risultati più significativi di Maxwell fu l'elaborazione di un modello fisico-statistico per la teoria cinetica dei gas. Proposta per la prima volta da Daniel Bernoulli, questa teoria era stata successivamente sviluppata da vari scienziati tra cui John Herapath, John James Waterston, James Prescott Joule e, soprattutto, Rudolf Clausius, ma ricevette un enorme sviluppo dai contributi di Maxwell.
Nel 1866 il fisico scozzese formulò – indipendentemente da Ludwig Boltzmann – la distribuzione di Maxwell-Boltzmann, una distribuzione di probabilità che può essere utilizzata per descrivere la distribuzione di velocità delle molecole in un dato volume di gas, a una certa temperatura. Questo approccio permise a Maxwell di generalizzare le leggi della termodinamica precedentemente stabilite e fornire una migliore spiegazione alle osservazioni sperimentali. Tale lavoro lo portò, in seguito, a proporre l'esperimento mentale del diavoletto di Maxwell.
Dal punto di vista epistemologico, Maxwell sostenne l'atomismo matematico ovvero l'idea che, benché sia impossibile osservare gli atomi come particelle libere (non aggregate in molecole), si possa tuttavia trattarli matematicamente come entità osservabili.

### Elettromagnetismo

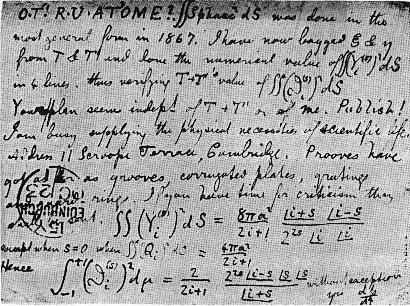
Uno scritto di Maxwell per Peter Tait.

Il più importante lavoro di Maxwell è certamente quello legato all'elettromagnetismo. Il fisico scozzese unificò i lavori sull'elettricità e il magnetismo di Michael Faraday, André-Marie Ampère e di molti altri in una serie di 20 equazioni differenziali scalari. Esse descrivono il campo elettrico, quello magnetico oltre alle loro interazioni con la materia e furono presentate alla Royal Society nel 1864. Il testo della conferenza,
A Dynamical Theory of the Electromagnetic Field, fu pubblicato sulle "Philosophical Transactions of the Royal Society of London" nel giugno 1865.
Furono riformulate entro il 1884 da Oliver Heaviside utilizzando il calcolo vettoriale, forma nella quale sono oggi conosciute come equazioni di Maxwell. Si tratta di un sistema di 4 equazioni differenziali alle derivate parziali lineari accoppiate (2 vettoriali e 2 scalari, per un totale di 8 equazioni scalari) nelle 6 variabili E, D, H, B, j, {\displaystyle \rho }:
{\displaystyle \nabla \cdot \mathbf {D} =\rho }
{\displaystyle \nabla \cdot \mathbf {B} =0}
{\displaystyle \nabla \times \mathbf {E} =-{\frac {\partial \mathbf {B} }{\partial t}}}
{\displaystyle \nabla \times \mathbf {H} ={\frac {\partial \mathbf {D} }{\partial t}}+\mathbf {j} }.
In un dielettrico ideale (omogeneo e isotropo, perfetto ed elettricamente neutro, privo di cariche libere localizzate) si ha {\displaystyle \rho =0\ } e {\displaystyle \mathbf {j} =0}. Le equazioni di Maxwell divengono in questo caso:
{\displaystyle \nabla \cdot \mathbf {E} =0}
{\displaystyle \nabla \cdot \mathbf {B} =0}
{\displaystyle \nabla \times \mathbf {E} =-{\frac {\partial \mathbf {B} }{\partial t}}}
{\displaystyle \nabla \times \mathbf {B} =\varepsilon \,\mu \,{\frac {\partial \mathbf {E} }{\partial t}}}
in cui {\displaystyle \varepsilon } è la permittività elettrica mentre {\displaystyle \mu } è la permeabilità magnetica.

### Natura elettromagnetica della luce

Un'onda elettromagnetica sinusoidale polarizzata linearmente che si propaga nella direzione +z in un mezzo omogeneo, isotropo e senza perdite (come potrebbe essere il vuoto). Il campo elettrico (frecce blu) oscilla nella direzione ±x, mentre il campo magnetico (frecce rosse) - ortogonale ad - oscilla nella direzione ±y, in fase con il campo elettrico.

Le equazioni di Maxwell prevedono l'esistenza di onde elettromagnetiche, ossia di oscillazioni del campo elettromagnetico, i cui campi {\displaystyle \mathbf {E} } e {\displaystyle \mathbf {B} } sono ortogonali fra loro e ortogonali alla direzione di propagazione dell'onda. Le loro ampiezze sono proporzionali, e la costante di proporzionalità è la velocità di propagazione {\displaystyle c}, che dipende dalle caratteristiche del mezzo in cui l'onda si propaga.
È possibile dimostrare che anche la luce è un'onda elettromagnetica e ricavare la sua velocità in un mezzo materiale o nel vuoto.
Partendo dalla terza equazione di Maxwell per un dielettrico ideale, si ottiene l'equazione delle onde elettromagnetiche per il campo elettrico {\displaystyle \mathbf {E} }:
{\displaystyle \nabla ^{2}\mathbf {E} =\varepsilon \,\mu \,{\frac {\partial ^{2}\mathbf {E} }{\partial t^{2}}}}.
Applicando lo stesso procedimento a partire dalla quarta equazione di Maxwell, si ottiene l'equazione delle onde elettromagnetiche per il campo magnetico {\displaystyle \mathbf {B} }:
{\displaystyle {\nabla }^{2}\mathbf {B} =\varepsilon \,\mu \,{\frac {\partial ^{2}\mathbf {B} }{\partial t^{2}}}}
Le due equazioni precedenti sono analoghe all'equazione delle onde di d'Alembert, la cui espressione generale è
{\displaystyle \nabla ^{2}\psi ={\frac {1}{v^{2}}}{\partial ^{2}\psi  \over {\partial t^{2}}}},
dove {\displaystyle v} è la velocità dell'onda. Per le onde elettromagnetiche
{\displaystyle v={\frac {1}{\sqrt {\varepsilon \,\mu }}}}
corrisponde alla velocità {\displaystyle c} della luce in un dielettrico ideale.
Siccome la permittività elettrica {\displaystyle \varepsilon } è 
{\displaystyle \varepsilon =\varepsilon _{r}\,\varepsilon _{0}}
e la permeabilità magnetica {\displaystyle \mu } è 
{\displaystyle \mu =\mu _{r}\,\mu _{0}}
allora
{\displaystyle c={\frac {1}{\sqrt {\varepsilon \,\mu }}}={\frac {1}{\sqrt {\varepsilon _{r}\,\varepsilon _{0}\,\mu _{r}\,\mu _{0}}}}}.
Nel vuoto {\displaystyle \varepsilon _{r}} e {\displaystyle \mu _{r}} assumono il valore minimo:
{\displaystyle \varepsilon _{r}=\mu _{r}=1}
e la velocità della luce nel vuoto ha quindi il massimo valore possibile: 
{\displaystyle c={\frac {1}{\sqrt {\varepsilon _{0}\,\mu _{0}}}}}
dove {\displaystyle \varepsilon _{0}} è la costante dielettrica del vuoto e {\displaystyle \mu _{0}} la permeabilità magnetica del vuoto.
Nel 1850 Léon Foucault aveva misurato sperimentalmente la velocità della luce nell'aria, trovando un valore di 298.000.000 m/s. Maxwell calcolò nel 1865 – sulla base dei valori numerici all'epoca disponibili per {\displaystyle \varepsilon _{0}} e {\displaystyle \mu _{0}} – la velocità delle onde elettromagnetiche nel vuoto, ottenendo il risultato di 310.740.000 m/s e concludendo che
(A Dynamical Theory of the Electromagnetic Field - 1865)
Maxwell era nel giusto e la successiva scoperta sperimentale delle onde elettromagnetiche per opera di Heinrich Rudolf Hertz fu uno dei trionfi della fisica ottocentesca.

### Teoria dei colori

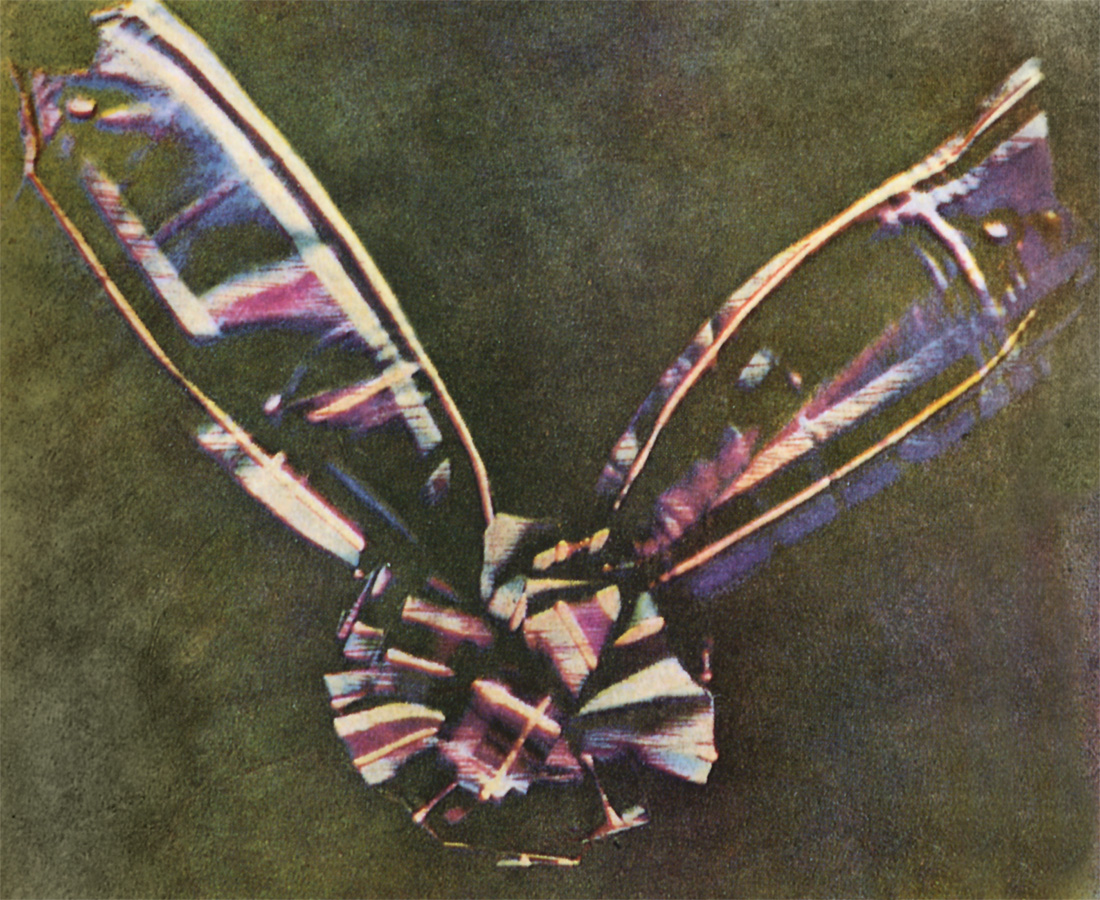
La prima fotografia a colori, fatta scattare da Maxwell nel 1861.

Anche i contributi di Maxwell all'ottica e alla percezione del colore furono rilevanti. Maxwell scoprì che la fotografia a colori poteva essere realizzata sovrapponendo filtri rossi, verdi e blu. Nel 1861 fece fotografare da Thomas Sutton tre volte un tartan scozzese mettendo sopra l'obiettivo tre filtri di diverso colore. Le tre immagini furono poi sviluppate e proiettate su uno schermo con tre proiettori differenti.

### Astrofisica
Nel 1857 vinse il premio Adams per il saggio On the stability of the motion of Saturn's rings (Sulla stabilità degli anelli di Saturno) in cui dimostrava che la stabilità degli anelli poteva essere spiegata solo se sono formati da rocce orbitanti intorno al pianeta. Questo avvalorava la teoria secondo la quale il sistema solare si era formato da una nebulosa che aveva iniziato a ruotare su se stessa.

### Scienza dei materiali
A Maxwell è fatta risalire la prima formulazione del criterio di von Mises («criterio della massima energia di distorsione»), da lui proposto sulla base di considerazioni puramente matematico-formali nel 1856.
Il criterio di von Mises è un criterio di resistenza relativo a materiali duttili, isotropi, con uguale resistenza a trazione e a compressione.

### Epistemologia
Le linee guida del pensiero epistemologico di Maxwell sono identificabili in:
1. uso dell'analogia come metodo d'indagine teorica;
2. ricerca dell'unificazione delle leggi fisiche;
3. rigorosa verifica delle teorie basata su risultati sperimentali;
4. atomismo matematico ovvero l'idea che, benché sia impossibile osservare gli atomi come particelle libere (non aggregate in molecole), si possa tuttavia trattarli matematicamente come entità osservabili.[4]

Maxwell privilegiava l'analogia, da lui ritenuta una delle più valide «idee per formare la scienza» («science-forming ideas»), come metodo d'indagine teorica. Sosteneva che l'analogia è in grado di gettar luce su campi della scienza meno noti, partendo dalle leggi che governano fenomeni meglio conosciuti. Fu lo stesso Maxwell a indicare un esempio particolarmente brillante di analogia in fisica: l'articolo Sul moto uniforme del calore in corpi solidi omogenei, e sua connessione con la teoria matematica dell'elettricità scritto da lord Kelvin nel 1841, che delineava analogie tra le equazioni differenziali della conduzione termica e dell'elettrostatica.

## Onorificenze e riconoscimenti

### Riconoscimenti
- I Maxwell Montes, una catena montuosa sul pianeta Venere, sono stati battezzati in suo onore.
- Il James Clerk Maxwell Telescope è stato intitolato in suo onore.

## Opere e traduzioni

### Opere
- (EN) Theory of heat, vol. 1, London, Green Longmans & Co., 1872.
- (EN) Treatise on electricity and magnetism, vol. 1, Oxford, Clarendon Press, 1873.
- (EN) Treatise on electricity and magnetism, vol. 2, Oxford, Clarendon Press, 1873.
- (EN) Matter and motion, New York, Van Nostrand, 1878.
- (EN) Elementary treatise on electricity, Oxford, Clarendon Press, 1881.

### Traduzioni
- Maxwell James Clerk, Trattato di elettricità e magnetismo: elettrostatica ed elettrodinamica, vol I, nella collana “Classici della scienza”, Torino Utet, prima edizione 1973
- Maxwell James Clerk, Trattato di elettricità e magnetismo: elettromagnetismo, vol II, nella collana “Classici della scienza”, Torino Utet, prima edizione 1983
- Maxwell James Clerk, Poesie (1844-1878), nella collana "Supernovae", Archivio Dedalus edizioni, Milano, 2013.